# Yuri Dubinin
Yuri Dubinin (Nalchik, 7 de outubro de 1930 – 20 de dezembro de 2013) foi um diplomata russo da União Soviética que desempenhou um importante trabalho no reestabelecimento e consolidação das relações diplomáticas entre a União Soviética e a Espanha. Posteriormente, durante a Perestroika, foi embaixador da União Soviética em Washington.
Nasceu em 1930 na Kabardino-Balcária, na União Soviética. Estudou História e posteriormente, no Instituto de Relações Internacionais de Moscovo, e entrou no serviço diplomático em 1955.
Dubinin foi embaixador da URSS em Espanha entre 1978 e 1986, pouco depois do reestabelecimento das relações diplomáticas em 1977. Em 1986 foi nomeado representante permanente da URSS nas Nações Unidas. Enquanto era embaicador em Espanha, Dubinin integrou a delegação soviética que negociou em Madrid entre 1980 e 1983, nas reuniões posteriores da OSCE.
Dubinin era considerado como um duro, ao formar parte dos diplomatas formados sob o amparo de Andrei Gromyko. No entanto, em 1986, o ministro dos negócios estrangeiros soviético, Eduard Shevardnadze, lnomeou-o embaixador nos Estados Unidos (1986-1990), para substituir Anatoli Dobrynin, tendo-se tornado um popularizador da Perestroika, em Washington. Posteriormente, Dubinin foi embaixador da URSS na França (1990-91) e da Rússia na Ucrânia, além de vice-ministro de Exteriores de Rusia.